# Třída B 122
Třída B 122 byla třída torpédoborců německé Kaiserliche Marine z období první světové války. Celkem byly rozestavěny tři tyto velké a silně vyzbrojené torpédoborce. Do konce války nebyl dokončen ani jeden. Po válce byly sešrotovány.

## Stavba
Celkem byly objednány tři jednotky této třídy. Konstrukčně navazovaly na třídu S 113. Stavby se ujala loděnice Blohm & Voss v Hamburku. Jejich kýly byly založeny roku 1916. Na konci války byly dokončeny ze 40–65 %. Po válce byly sešrotovány.
Jednotky třídy B 122:
| Jméno | Zahájení stavby | Spuštění na vodu | Zařazena do služby | Status                  |
| ----- | --------------- | ---------------- | ------------------ | ----------------------- |
| B 122 | 1916            | 16. října 1917   | –                  | Nedokončen, sešrotován. |
| B 123 | 1916            | 26. října 1918   | –                  | Nedokončen, sešrotován. |
| B 124 | 1916            | 6. června 1919   | –                  | Nedokončen, sešrotován. |

## Konstrukce
Hlavní výzbroj představovaly čtyři 150mm/42 kanóny TK L/45 C/16 a dva dvojité 600mm torpédomety se zásobou osmi torpéd. Dále bylo neseno až čtyřicet námořních min. Pohonný systém tvořily čtyři kotle Marine a dvě parní turbíny Marine o výkonu 45 000 hp, pohánějící dva lodní šrouby. Nejvyšší rychlost dosahovala 34,5 uzlu. Dosah byl 2500 námořních mil při rychlosti dvacet uzlů.